# Arie den Hartog
Arie den Hartog (Zuidland, 23 aprile 1941 – Nieuwstadt, 7 giugno 2018) è stato un ciclista su strada olandese, professionista dal 1964 al 1970.
Nonostante una carriera breve, colse successi quali Milano-Sanremo, Amstel Gold Race e Volta Ciclista a Catalunya.

## Carriera
Da dilettante fu terzo ai Campionati del mondo di Salò dietro l'italiano Renato Bongioni e il danese Ole Ritter. Passato professionista nel 1964 riuscì subito a mettere in evidenza le sue capacità di passista vincendo numerose corse, fra cui la Parigi-Camembert, classica del panorama francese, e il Tour de Luxembourg. La sua abilità a cronometro gli permise anche di cogliere, in quello stesso anno d'esordio, un secondo posto al Grand Prix des Nations, dietro il belga Walter Boucquet, corsa che all'epoca veniva considerato un vero e proprio mondiale per gli specialisti della cronometro.
Nel 1965 vinse la Milano-Sanremo, battendo in uno sprint ristretto i più quotati ciclisti italiani Vittorio Adorni, che quell'anno vincerà il Giro d'Italia, e Franco Balmamion, già due volte vincitore della corsa rosa.
La stagione successiva si aggiudicò la Volta Ciclista a Catalunya, davanti al francese, nonché suo capitano, Jacques Anquetil. Nel 1967 vinse la seconda edizione della Amstel Gold Race, diventando il primo ciclista olandese capace di aggiudicarsi quella che diventerà la più importante classica della sua nazione, visto che la prima edizione era stata conquista dal francese Jean Stablinski. Comincerà da qui un veloce declino, in termini di risultati, che lo porterà ad un precoce ritiro nel 1970.

## Palmarès
- 1962 (dilettanti)

Omloop van de Baronie
6ª tappa Österreich-Rundfahrt
7ª tappa Österreich-Rundfahrt
2ª tappa, 1ª semitappa Tour de Douze Cantons
- 1963 (dilettanti)

Omloop der Kempen
Ronde van Friesland
1ª tappa Vorarlberg Rundfahrt
Classifica generale Vorarlberg Rundfahrt
2ª tappa, 2ª semitappa Olympia's Tour
7ª tappa Olympia's Tour
2ª tappa Grand Prix François Faber
- 1964

Paris-Camembert
Grand Prix de Belgique (Prova a cronometro)
Grand Prix Parisien (Prova a cronometro con Rudi Alting e Albertus Gerdermans)
Tour de l'Hérault
2ª tappa, 1ª semitappa Tour de Luxembourg (Prova a cronometro)
3ª tappa Tour de Luxembourg
Classifica generale Tour de Luxembourg
1ª tappa Bicicleta Eibarresa
6ª tappa Vuelta a Andalucía
- 1965

Milano-Sanremo
Circuit d'Auvergne
- 1965

4ª tappa Volta Ciclista a Catalunya
Classifica generale Volta Ciclista a Catalunya
2ª tappa, 1ª semitappa Giro del Belgio
- 1967

Amstel Gold Race
Grand Prix du "Petit Varois" à Bandol

### Altri successi
- 1964

Classifica punti Tour de Luxembourg
Classifica punti Critérium du Dauphiné
Criteriuim di Oldenzaal
Criterium di Zuidland
- 1965

Criterium di Beaulac-Bernos
Circuito di Ospedaletti (Criterium)
- 1966

Grand Prix Gerard Saint a Argentan (Criterium)
Criterium di Elsloo
Criterium di Hoepertingen
- 1967

Criterium di Genk
- 1969

Criterium di Ulestraten
- 1970

Classifica scalatori Tour de Suisse

## Piazzamenti

### Grandi Giri
- Giro d'Italia

1967: ritirato
- Tour de France

1965: ritirato
1966: 45º
1968: 26º
1970: ritirato
Vuelta a España
1967: 13º

### Classiche monumento
- Milano-Sanremo

1964: 54º
1965: vincitore
1966: 44º
- Giro delle Fiandre

1965: 17º
1967: 75º
- Parigi-Roubaix

1966: 41º
1967: 43º
- Liegi-Bastogne-Liegi

1964: 26º
1969: 11º
1970: 12º
- Giro di Lombardia

1964: 25º
1966: 22º

### Competizioni mondiali
- Campionati del mondo

Salò 1962 - In linea Dilettanti: 3º
Ronse 1963 - In linea Dilettanti: 19º
Sallanches 1964 - In linea: 37º
San Sebastián 1965 - In linea: 7º
Nürburgring 1966 - In linea: ritirato
Imola 1968 - In linea: ritirato